# Stornoway Gazette
Die Stornoway Gazette ist eine schottische Wochenzeitung, die hauptsächlich Nachrichten aus Stornoway und den Äußeren Hebriden enthält.

## Geschichte
Die Zeitung erscheint seit 1917, bis 2015 unter dem Titel Stornoway Gazette and West Coast Advertiser. Ihre Texte sind hauptsächlich englisch mit einigen Beiträgen in schottisch-gälischer Sprache.
Von 2003 bis 2004 führte die Stornoway Gazette während neun Monaten einen harten Konkurrenzkampf mit dem Konkurrenzblatt The Hebridean, das schließlich sein Erscheinen einstellte. In der Folge erwarb die Gazette die Rechte an diesem Titel. Ebenfalls 2004 wurde das Edinburgher Zeitungsunternehmen Johnston Press durch den Erwerb von Score Press, die zu Scottish Radio Holdings gehörte, Inhaber der Stornoway Gazette.
2013 wurde die Zeitung auf ein Kleinformat („Compact“) umgestellt.
Die Stornoway Gazette wurde bei den schottischen Highlands and Islands Media Awards 2014 in den Kategorien „Zeitung des Jahres“ (Newspaper of the Year) und „Beste Nutzung digitaler Medien“ (Best use of Digital Media) für 2013 ausgezeichnet.